# Жуховичский сельсовет
Жуховичский сельсовет — административная единица на территории Кореличского района Гродненской области Республики Беларусь. Административный центр — агрогородок Большие Жуховичи.

## История
В 2008 году уточнены наименования сельских населённых пунктов Кореличского района — Большие Жуховичи, Трощицы.

## Состав
Жуховичский сельсовет включает 12 населённых пунктов:
- Большие Жуховичи — агрогородок.
- Бурдевичи — деревня.
- Кожево — деревня.
- Лемники — деревня.
- Малые Жуховичи — деревня.
- Негничи — деревня.
- Песочная — деревня.
- Радунь — деревня.
- Теребостынь — деревня.
- Трощицы — деревня.
- Уша — деревня.
- Юровичи — деревня.